# Assata Shakur
Assata Olugbala Shakur (em árabe: أساتا أولوغبالا شكور; nascida JoAnne Deborah Byron, no Queens, Nova York, Nova York, Estados Unidos, em 16 de julho de 1947) é uma escritora, poetisa e ativista estadunidense, ex-membro do Partido dos Panteras Negras (BPP) e do grupo paramilitar Exército de Libertação Negra (BLA). Alvo do programa de contrainteligência do governo norte-americano contra os movimentos radicais negros, em 1977 ela foi condenada pelo assassinato de um policial durante um tiroteio na New Jersey Turnpike em 1973. Ela escapou da prisão em 1979, entrou na lista de “terroristas mais procurados” do FBI e hoje vive como exilada política em Cuba há cerca de 4 décadas. Também é conhecida por ser madrinha do rapper Tupac Shakur.